# Kettil Karlsson Vasa
Kettil Karlsson  Vasa (1433 – 11 août 1465) est évêque de Linköping de 1459 à 1465 et régent du royaume de Suède en 1464 et 1465 à l’époque de l’union de Kalmar.

## Biographie
Il appartenait à la puissante famille aristocratique des Vasa. Kettil Karlsson Vasa était le fils de Karl Kristiernsson Vasa (mort en 1440) et d’Ebba Erikdotter Krummedige. Sa tante Christina Vasa était l’épouse de Bengt Jönsson Oxenstierna mort en 1450. 
Destiné à l’Église, il accède au siège de d’évêque de Linköping en 1459. Il devient administrateur du royaume de Suède en février 1464 après l’éviction du roi Christian Ier de Danemark. Favorable  à Charles VIII de Suède, il permet son rétablissement sur le trône lorsqu’il meurt le 11 août 1465.